# Jakob Alberts

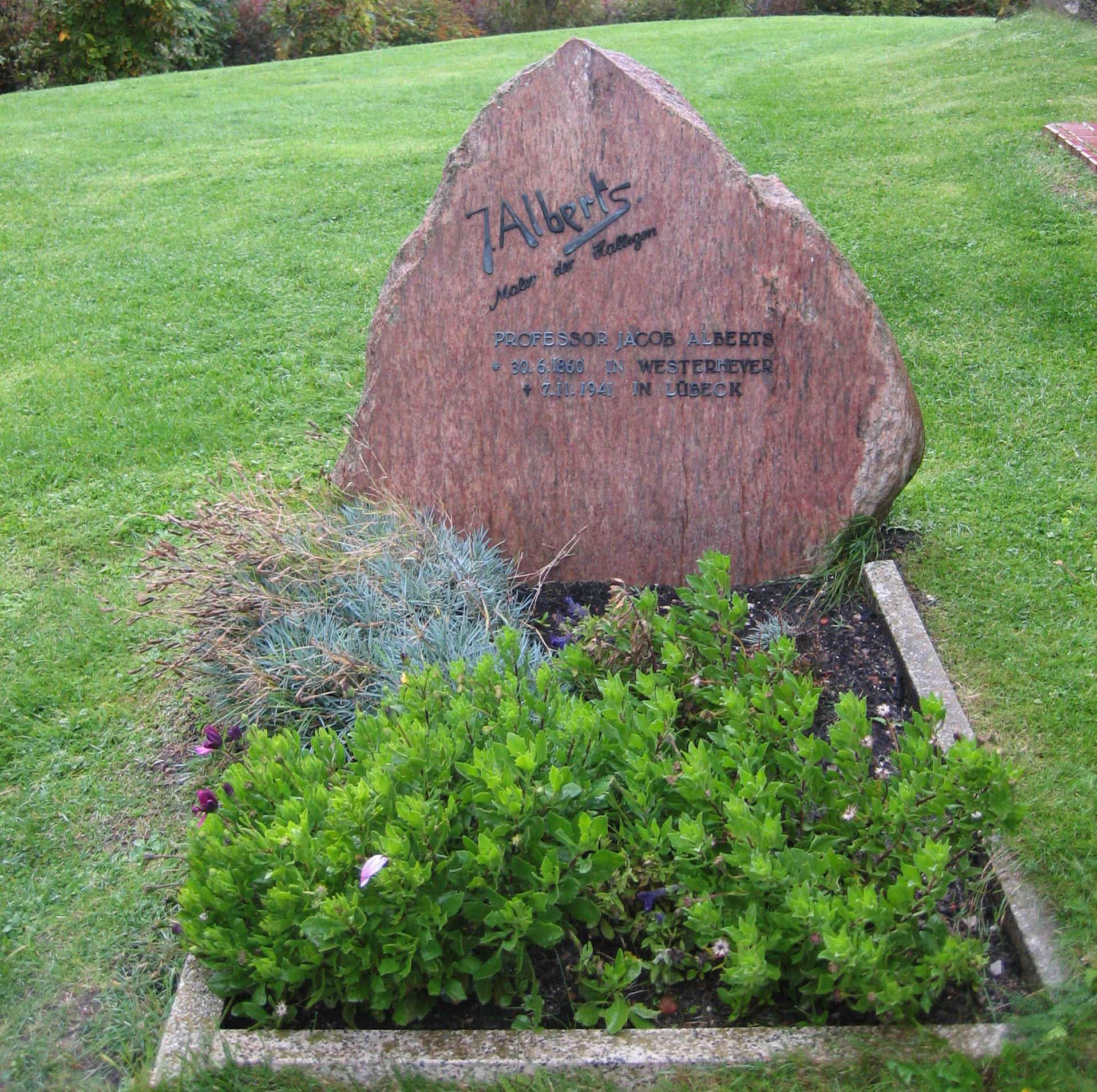
Jacob Alberts grav

Jakob Alberts (även Jacob), född 30 juni 1860, död 7 november 1941, var en tysk målare.
Alberts vistades 1880-1890 i Düsseldorf, München och Paris, och därefter i Berlin och efter 1900 varje sommar på Halligen, vars natur och folkliv han träffande skildrat.